# Carouge
Carouge er en by i det vestlige Schweiz med 22.336 (2017) indbyggere. Byen ligger i Kanton Genève, tæt ved grænsen til nabolandet Frankrig.
Carouge blev grundlagt i 1786.